# Granges, Fribourg
Granges, ofta skrivet Granges (Veveyse) för att undvika förväxling med orter med liknande namn, är en ort och kommun i distriktet Veveyse i kantonen Fribourg, Schweiz. Kommunen hade 970 invånare (2023).